# Wayne Hussey

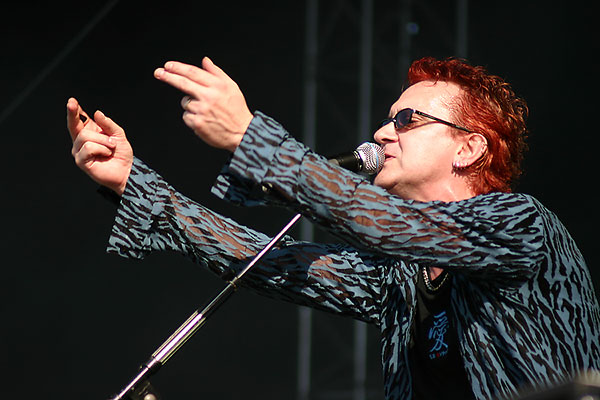
Wayne Hussey

Wayne Hussey, nascido Jerry Wayne Hussey, (Bristol, 26 de Maio de 1958) é um músico inglês, conhecido pela participação nos grupos musicais The Mission, The Sisters of Mercy e Dead or Alive. 
No final de 1985, quando Wayne Hussey decide deixar os The Sisters of Mercy juntamente com Craig Adams, que entraram em conflito aberto com o líder Andrew Eldritch, assim iniciam uma trajetória formando o The Mission.
Hoje em dia, além de manter na ativa a banda The Mission e de sua carreira solo, ele tem um estúdio na sua casa no interior do estado de São Paulo, onde mora desde outubro de 2002.
Wayne e seu grupo, The Mission, ficaram conhecidos no Brasil no final dos anos 1980 pela canção "Severina". 
No dia 14/08/2013, Wayne foi chamado ao palco por Peter Murphy e improvisaram juntos "Telegram Sam" e "Ziggy Stardust" na turnê "Mr.Moonlight" de celebração de 35 anos do Bauhaus, no Carioca Club em São Paulo.